# Rose Wehrlé
Rose Wehrlé (Belfort, 10 de julio de 1846-Baltimore, 29 de abril de 1909), según su nombre religioso Rosa de Santa María Wehrlé, fue una religiosa y mística francesa, cofundadora de las Dominicas del Rosario Perpetuo.

## Biografía
Rose Marie Wehrlé nació en Belfort, al noroeste de Francia, en el seno de una familia católica. Desde pequeña sintió el deseo de consagrar su vida a Jesús. En 1865 ingresó en el monasterio de las Dominicas del Santísimo Rosario de Mauleon, al norte de Francia. Cuando conoció al también dominico Damien-Marie Saintourens, se unió a él en la fundación de las Monjas Dominicas de Clausura del Rosario Perpetuo. Rose hizo su profesión en la nueva comunidad el 20 de mayo de 1880, tomando el nombre de Rosa de Santa María (en francés: Rose de Sainte Marie). Rosa dio inicio a su vida monacal en el nuevo monasterio de Calais en Francia, pero al estallar la persecución religiosa en ese país, tuvieron que trasladarse a Bélgica.
Rosa de Santa María dirigió la congregación de tal modo que se preocupó por la expansión del instituto. Fue gracias a su labor que las dominicas del rosario perpetuo se establecieron en los Estados Unidos y en Bélgica. Ella misma estuvo al frente de las nuevas fundaciones. Además de su trabajo apostólico, la religiosa es conocida por sus experiencias místicas. Ella misma narra de sus encuentros y visiones en una autobiografía, aún inédita.
Los últimos años de vida, la fundadora los pasó como misionera, en el exilio, en Baltimore (Estados Unidos). Murió en el convento que su congregación recientemente había fundado en esa ciudad, el 21 de abril de 1909.